# Cecilia Mujica
Cecilia Mujíca (San Felipe, Yaracuy - 1813, Yaracuy, Segunda República de Venezuela) fue una de las venezolanas que fueron asesinadas durante la Guerra a Muerte por fuerzas españolas su padre era Mateo Mujica, de Familia muy acomodada; aun así considerada una heroína gracias a su apoyo y soporte hacia las tropas de la independencia.

## Vida y muerte
Cecilia Mujica   como muchos otros Venezolanos que apoyaban la independencia, provenía de una familia de gran poder en la nación. Atravesando por la muerte de su padre en el terremoto de Caracas de 1812. En tiempos de conflicto se compromete con Henrique de Villalonga, militar. Participando junto a él en la causa libertaria y fomentando la causa independentista de Venezuela.
Entre sus labores para con las tropas de la Independencia, Cecilia Mujica componía y cantaba canciones patrióticas, cosía divisas tricolores y escarapelas para el uniforme de los patriotas independentistas, realizaba boletines en San Felipe incitando a la emancipación contra las fuerzas reales.
Al declararse la Guerra a muerte de Don José Millet, Teniente Realista, asedia San Felipe y apresa a la mayoría de sus habitantes, entre ellos a Cecilia; siendo separada de su prometido y llevada a una quebrada donde es atada a un tronco para ser ejecutada. Al enterarse de que sería fusilada dio a los soldados que le vigilaban, su anillo de compromiso y un poco de su cabello, pidiendo que le fueran entregado a su prometido dichas pertenencias, así como sus palabras: "De quien no tuvo la fortuna de ser su esposa, pero si la gloria de inmolarse por la Libertad". Según los registros históricos de la época, proveniente probablemente de los diarios e informes que las fuerzas realistas llevaban consigo. 
Cecilia Mujica fue fusilada el 19 de mayo de 1813 por las fuerzas realistas.